# Щипицы
Щипицы — деревня в Шимском районе Новгородской области в составе Подгощского сельского поселения.

## География
Находится в западной части Новгородской области на расстоянии приблизительно 16 км на юго-запад по прямой от районного центра поселка Шимск.

## История
На карте 1847 года уже была обозначена как сельцо Шипицы с 29 дворами. В 1909 году здесь (усадьба Старорусского уезда Новгородской губернии) было учтено 8 дворов.

## Население
Численность населения: 60 человек (1909 год), 3 человека (русские 100 %) в 2002 году, 4 в 2010.